# (21966) Hamadori
(21966) Hamadori est un astéroïde de la ceinture principale.

## Description
(21966) Hamadori est un astéroïde de la ceinture principale. Il fut découvert le 27 novembre 1999 à la station Anderson Mesa par le programme LONEOS. Il présente une orbite caractérisée par un demi-grand axe de 2,41 UA, une excentricité de 0,31 et une inclinaison de 6,6° par rapport à l'écliptique.

## Compléments